# Ratsgymnasium (Gladbeck)
Das Ratsgymnasium ist das älteste der drei Gladbecker Gymnasien. Seinen heutigen Namen trägt es seit 1974, zuvor hieß es „Neusprachliches Gymnasium“.

## Geschichte
Das erste Schulgebäude der damaligen privaten Rektoratschule, die von der Gemeinde unterstützt wurde, war ein Zimmer eines Schreinermeisters, das am 16. März 1900 genehmigt und eingerichtet wurde. 1903 wurde das neue Schulgebäude in der Victoria-Straße bezogen, das nach damaligen Maßstäben hochmodern war: Es verfügte über fließendes Wasser und teilweise über Gasbeleuchtung. 1904 wurde die Schule öffentlich. 1909 erfolgte die Umwandlung in eine Realschule und 1914 in ein Reformrealgymnasium.
Die Schule wechselte mehrfach den Standort, bis sie im Jahre 1915 ihr jetziges Gebäude bezog.
1925 folgte schließlich der Schritt zum Realgymnasium alten Stils.
Die Zeit des Nationalsozialismus nahm erheblichen Einfluss auf den Schulalltag. Der dem Regime nicht genehme Rektor wurde abgelöst. In der Chronik heißt es dazu:

„Durch Erlass vom 1. November 1937 versetzte das Ministerium auf Grund des § 6 des Gesetzes zur Wiederherstellung des Berufsbeamtentums den Oberstudiendirektor Prof. Dr. Henrich in den Ruhestand. Als Anlass diente angeblich seine Unterschrift bei der kirchlichen Protestkundgebung gegen die Abschaffung der konfessionellen Schule. (In Wirklichkeit war Direktor Henrich schon längst bei der Leitung der NSDAP unbeliebt, so dass die Pensionierung wohl auf seine religiöse und politische Einstellung zurückzuführen ist).“

Im April 1943 wurden 106 Schüler und vier Lehrer im Rahmen der Kinderlandverschickung zunächst nach Schladming in der Steiermark und im November des Jahres nach Prien am Chiemsee übersiedelt. Ab Frühjahr 1943 und bis 1944 wurden klassenweise Schüler der Jahrgänge von 1926 bis 1928  mit weiterer Unterrichtserteilung in den Stellungen als Luftwaffenhelfer einberufen. Der Schulbetrieb in Gladbeck war ab Anfang 1944 nicht mehr möglich. Am 24. März 1945, kurz vor Kriegsende, wurde das Schulgebäude durch einen englischen Bombenangriff schwer beschädigt. Im November 1945 konnte der Unterricht im Gebäude der Aloysiusschule wieder aufgenommen werden. Zum ersten regulären Abiturjahrgang besonders mit Schülern der Jahrgänge von 1926 bis 1928 kam es allerdings erst 1949 wieder.
1950 war das im Krieg stark beschädigte Hauptgebäude wiederaufgebaut. 1952 wurde der dreigeschossige Nordflügel als Erweiterungsbau mit zehn Klassenräumen und einem Kartenraum errichtet. 1953 folgte eine Turnhalle, 1956 die darüberliegende Aula. 1960 wurde der Nordflügel nochmals um acht Klassenräume und einen Musiksaal erweitert. 1973 wurden auf dem etwa 200 m entfernten Meyplatz zwei Pavillons mit je zwei Klassenräumen errichtet, in den Folgejahren entstanden weitere drei Pavillons mit insgesamt sechs Klassenräumen. Nach Fertigstellung eines Neubaukomplexes auf dem ehemaligen Schulhof im Jahr 1999 wurden diese Pavillons abgerissen.
Zur Zeit seiner Gründung war das Ratsgymnasium eine Jungenschule, seit 1971 werden koedukativ auch Mädchen unterrichtet. Die höchste Schülerzahl erreichte das Ratsgymnasium im Schuljahr 1980/1981 mit 1402 Schülern, der stärkste Abiturjahrgang wurde 1984 mit 148 Schülern entlassen. 1999 wurde der Neubau eingeweiht. Die offene Ganztagsschule wurde 2009 eingeführt.

## Schulleiter
- Gregor Rensing (1900–1906)
- Heinrich Verron (1906–1909)
- Ewald Kaesbach (1909–1920)
- Josef Bause (1920–1929)
- Anton Henrich (1930–1938)
- Karl-Heinz Krekeler (1938–1945)
- Ludwig Bette (1945–1950)
- Heinrich Caspers (1950–1969)
- Paul Jung (1969–1989)
- Hans-Wilhelm Schulteis (1989–1996)
- Manfred Lauffs (1996–2012)
- Hans-Christoph Pocha (2012–2020)
- Matthias Schwark (ab 2020)

## Sonstiges
Im November 1978 gründete sich ein Förderverein, er ermöglicht Kindern finanzschwacher Eltern die Teilnahme an Schul- und Studienfahrten und fördert Projekte, die über den Schulträger nicht finanziert werden können, wie die Einrichtung des Schülercafés, eines Kinoraums mit Großbildprojektor und die Bühnentechnik der Aula.
Seit Jahresbeginn 2008 existiert auf dem Dach des Neubaus eine Photovoltaikanlage mit einer Spitzenleistung von 3,1 kWp. Dieses Projekt hat die Klimaschutz-AG des Ratsgymnasiums erfolgreich geplant und durchgeführt.
1977 wurde der Theaterkreis gegründet, der regelmäßige Aufführungen in der Aula anbietet. Hier finden auch regelmäßig Musikabende des Schulorchesters statt. Seit 1982 wird ein Literaturkurs angeboten. Am 1. Juli 1997 präsentierte die Internet-AG das Ratsgymnasium erstmals im Internet.
Im Mai 2000 wurde ein Ehemaligenverein gegründet, dessen Hauptzweck laut eigener Aussage die Pflege und Förderung der Tradition des Ratsgymnasiums sowie die Aufrechterhaltung von Kontakten zwischen ehemaligen Schülern und der Schule und von Schülern untereinander darstellt.

## Schulpartnerschaft
Das Ratsgymnasium in Gladbeck pflegt seit Jahren Partnerschaften mit folgenden Schulen:
- Collège in Marcq-en-Barœul (Frankreich)
- Christlijke College Groevenbeek in Ermelo (Niederlande)
- Zespół Szkół in Wodzisław Śląski (Polen)

## Bekannte ehemalige Schüler
- Frank Bajohr  (* 1961), Historiker
- Rasmus Baumann (* 1973), Dirigent[4]
- Jörg Dahlmann (* 1959), Fußballkommentator
- Rasha Khayat (* 1978), Übersetzerin und Schriftstellerin
- Frank Mastiaux (* 1964), Vorstandsvorsitzender EnBW
- Harald Ortwig (* 1959), Maschinenbauingenieur
- Heinrich Rodeck (1920–2018), Arzt für Kinderheilkunde und Pädiatrie, Hochschullehrer und Forscher
- Leonhard Schumacher (* 1944), Althistoriker
- Ludger Tewes (* 1955), Historiker, Romanist
- Jürgen Wagner (* 1964), Aussteiger, Waldmensch und Mitbegründer der Schenkerbewegung
- Kai Wehmeier (* 1968), Logiker und Philosoph
- Achim Wessing (* 1933), Ophthalmologe

## Schriften
- Jahresbericht : über das Schuljahr ...  Gladbeck, 1.1909/10(1910) - 5.1913/14(1914) Digitalisat
- Jahresbericht : über das Schuljahr ...  Gladbeck, 6.1914/15(1915)[?] Digitalisat